# Batalla de l'11 de setembre
La batalla de l'Onze de Setembre posà fi al setge de Barcelona durant la Guerra dels Catalans (1713-1714), la darrera campanya militar de la Guerra de Successió Espanyola a Catalunya. Fou el darrer assalt a la plaça, per part de l'exèrcit de les Dues Corones, i finalitzà el setge de Barcelona, el qual es prolongà al llarg d'un any, un més i disset dies. Els defensors catalans capitularen davant l'avanç de les tropes borbòniques, la superioritat numèrica i material, i la impossibilitat de rebre reforços. Gràcies a la crònica de Francesc de Castellví i Obando i les notes dels oficials borbònics se'n coneixen molts detalls.

## Antecedents
El 14 de març de 1713 a Utrecht els plenipotenciaris de Carles d'Àustria firmaren el «Conveni per a l'evacuació de Catalunya». Aquest tractat fou ratificat el 22 de juny de 1713 pels representants de Felip V i Carles d'Àustria en el «Conveni de l'Hospitalet», que establia la fi de la guerra per l'1 de juliol de 1713. Però malgrat el tractat els Tres Comuns de Catalunya —institucions d'autogovern catalanes— convocaren una Junta General de Braços de Catalunya que el 9 de juliol de 1713 proclamà unilateralment que continuaven la guerra contra Felip V i contra França. Evacuades les tropes austriacistes, ocupada quasi tota Catalunya per les tropes borbòniques, i reduïts els resistents a Barcelona, els Tres Comuns alçaren ràpidament l'exèrcit de Catalunya nomenant-ne per general comandant Antonio de Villarroel.
Finalment el 25 de juliol de 1713 les tropes borbòniques al comandament del duc de Pòpuli van arribar davant les muralles de Barcelona. Tot seguit Pòpuli va sol·licitar l'obediència de la ciutat a Felip V, sol·licitud rebutjada el mateix dia. Davant la impossibilitat de prendre Barcelona a l'assalt per la manca d'artilleria pesant que pogués abatre les muralles i limitat per les carències tècniques i tàctiques de les tropes de Felip V, Pòpuli va adoptar l'estratègia que des de feia segles s'havia seguit en els setges als quals s'havia sotmès Barcelona. Va bloquejar la ciutat per terra i va centrar el millor de les seves tropes a la conquesta de la fortalesa de Montjuïc des de la qual, una vegada presa, podria obligar a la rendició de la ciutat.
Antonio de Villarroel i Peláez, nomenat comandant suprem de les forces catalanes el juliol de 1713, va organitzar la defensa de Barcelona. Formalitzat el setge de la ciutat pel Duc de Pòpuli, que la va bombardejar per atemorir-ne els habitants, Villarroel va fer replicar amb l'artilleria. El 30 de novembre de 1713 Rafael Casanova fou escollit nou Conseller en Cap de Barcelona, màxima autoritat de la ciutat, que es convertí en l'ànima de la resistència. El nou govern de la ciutat canvià l'estratègia defensiva duta a terme fins llavors per Villarroel, a l'espera d'ajuda exterior, per una d'ofensiva, en la que es pretenia practicar una defensa proactiva i organitzar un aixecament a l'interior per desgastar les línies d'aprovisionament i desviar efectius, mitjançant Antoni Desvalls i de Vergós, el marquès de Poal amb el finançament del comerciant Amador Dalmau i Colom.

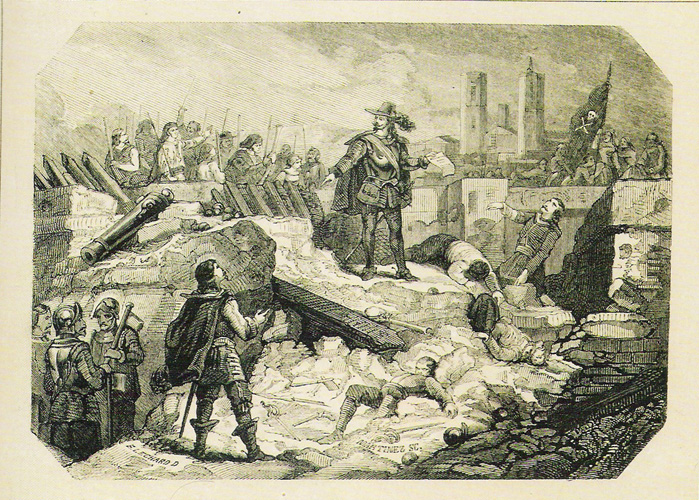
Gravat idealitzat de Joaquim Furnó i Abad en el qual es pot veure Josep Balaguer dirigint-se a l'enemic.

Tot i que la Junta de Braços havia mobilitzat tots els homes majors de 14 anys, la batalla del Baluard de Santa Clara produí importants baixes entre les tropes catalanes. El Duc de Berwick decidí allargar unes setmanes més els bombardejos a les muralles per tal de fer més grans les bretxes i no exposar les seves tropes a les carnisseries dels dos assalts fallits. L'efectiu bloqueig marítim i la impossibilitat de trencar el setge per part del Marquès de Poal amb la resistència de l'exterior situà Barcelona al límit de les seves possibilitats. Les reserves de pólvora eren minses i l'aliment escassejava fins al punt que la gent moria d'inanició pels carrers.
Davant la desesperada situació de la plaça, el duc de Berwick, comandant de les forces assaltants, proposà obrir negociacions de capitulació el 3 de setembre. El conseller en cap de Barcelona, Rafael Casanova, remarcà la situació en què es trobaven i anuncià que la reserva de pólvora estava garantida per dos o tres dies de combat, exposà a l'assemblea de trenta membres dels Tres Comuns la conveniència de gestionar un armistici de dotze dies. Aquesta proposta no fou compartida per la majoria de membres de l'assemblea i, a través del coronel d'infanteria Gregorio de Saavedra s'envià als assetjants el següent text:
| «                          | Els Tres Comuns s'han reunit, i havent considerat la proposició feta per un Oficial dels Enemics responen que: no volen ni sentir, ni acceptar cap proposta de l'Enemic. | » |
| — Josep Bellver i Balaguer | |   |

Arran d'aquesta decisió dels Tres Comuns, el tinent mariscal Villarroel dimití com a general comandant de l'exèrcit i sol·licità la seva evacuació de la ciutat; els consellers li anunciaren que s'esperava el següent comboi procedent de Mallorca a la tarda de l'11 de setembre.

## Estat de les defenses

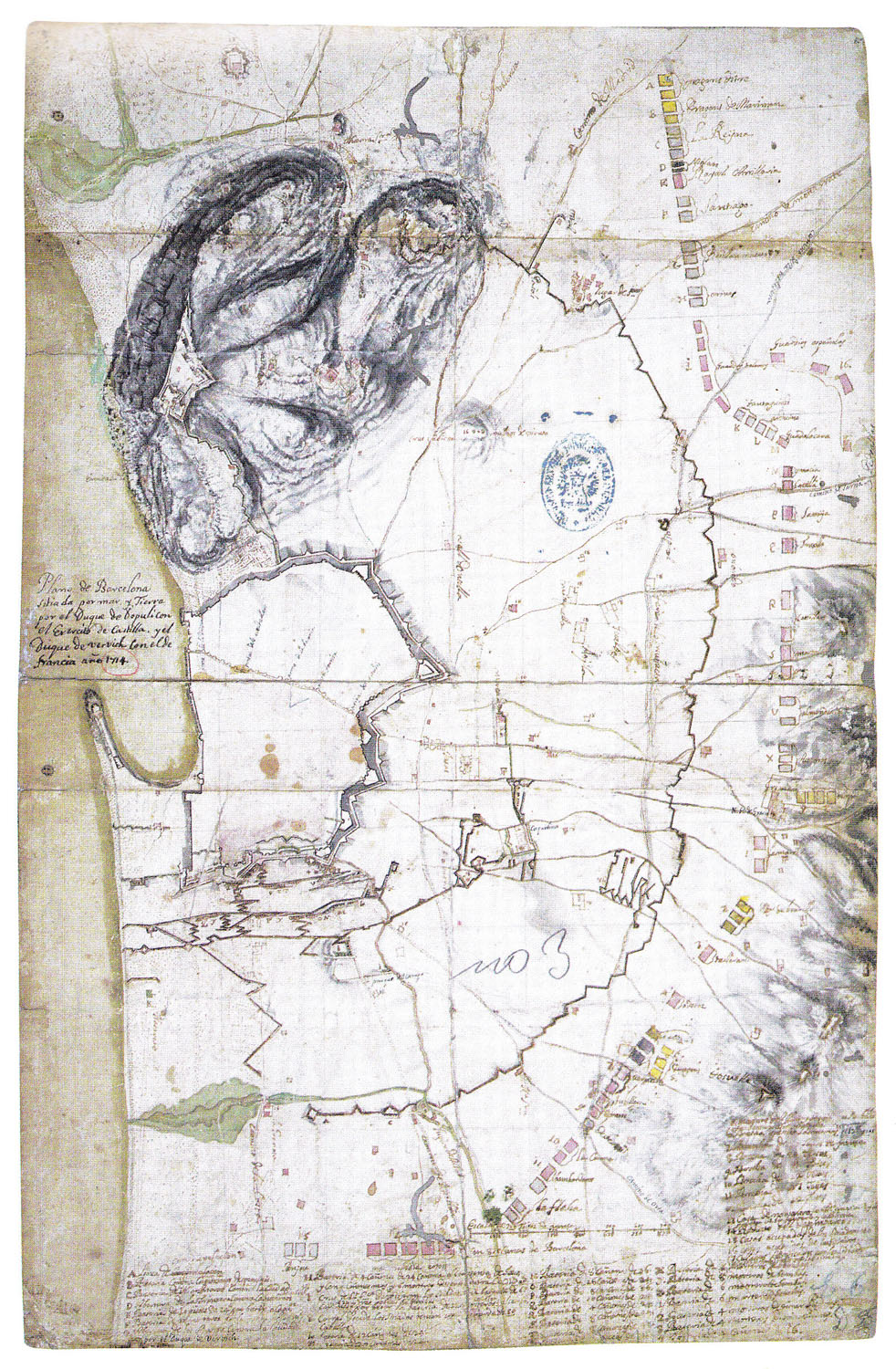
Diagrama de les trinxeres al setge de Barcelona, amb les tres paral·leles al nord-est davant la muralla (part de baix del mapa)

L'onze de setembre de 1714 els defensors de Barcelona havien preparat tres línies de retirada, essent el Castell de Montjuïc el darrer punt de resistència.

### Primera línia de defensa catalana
Després de mesos de bombardeigs les muralles i els baluards encarats al Besòs tenien diverses bretxes i es trobaven seriosament danyats.
Els atacs de l'agost havien desallotjat els catalans del camí cobert i el vall s'havia convertit en terra de ningú.
Les defenses catalanes, i el seu estat, des del Baluard del Portal Nou fins a la platja:
- Al baluard del Portal Nou les Dues Corones havien obert una bretxa al front del baluard (24 metres).[9] Els defensors construïren dos parapets i un fossat a la plataforma, i instal·laren 5 canons a la muralla i una bateria de morters prop del terraplè.[10] A la cortina de la muralla entre els baluards de Portal Nou i Sant Pere els defensors aixecaren tres barricades, fet que indica que els defensors ja preveien que difícilment es podrien mantenir al baluard del Portal Nou.[11]
- A la cortina de la muralla entre el baluard de Santa Clara i el Baluard del Portal Nou hi havia la bretxa principal o reial (140 metres)[9] i la de Sant Daniel (40 metres)[9]. Sota la bretxa reial els defensors construïren una mina i l'ompliren d'explosius, ara bé el dia de l'assalt les pluges dels dies anteriors danyaren la pólvora i no esclatà.[12]
- El baluard de Santa Clara havia quedat molt danyat en els combats de l'agost i era accessible per la cara nord (16 metres)[9]. Els defensors construïren dues línies de feixines i un fossat.[10]
- A la cortina de la muralla entre el baluard de Llevant i el baluard de Santa Clara hi havia dues bretxes d'uns 25 metres cadascuna: la del Carnalatge i la dels molins.
- La cara nord del baluard de Llevant es trobava danyada (25 metres)[13] i s'hi podia accedir des del vall. Els defensors construïren dos parapets i un fossat.[10]
- Arran de costa el reducte de Santa Eulàlia es trobava pràcticament destrossat. Aquesta fortificació extramurs es trobava connectada per una trinxera amb el vall del Baluard de Llevant.

### Segona línia de defensa catalana
Darrere la muralla entre el Baluard de Portal Nou i el de Santa Clara els defensors alçaren La travessera, una segona muralla amb dos petits reductes que havia d'actuar com a punt de retirada dels defensors i contenir l'avenç dels borbònics si aquests aconseguien coronar amb èxit les bretxes. A la Travessera s'hi emplaçaren 22 canons de ferro, a més a més, d'altres petites peces d'artilleria. També alçaren la Travessera Petita a la rereguarda del Baluard de Llevant i les bretxes del Carnalatge i dels Molins. La Travessera en el moment de l'assalt no representà un obstacle seriós pels borbònics, en gran part perquè havia estat construïda bàsicament per dones i nens i no s'havia pogut completar. Tot i que no es fortificaren els convents de Santa Clara, Sant Pere de les Puel·les i Sant Agustí el dia de la batalla es convertiren en autèntiques fortaleses i s'hi produïren forts combats.
Entre la muralla i el mar, i aprofitant el tram final del Rec Comtal, els defensors alçaren una barricada amb barques del port.

### Tercera línia de defensa catalana
Formada per l'antiga muralla de la Rambla, es reforçaren els diferents portals amb peces d'artilleria.

## Ordre de batalla dels defensors
Comandant en cap: La Mare de Déu de la Mercè des del 9 de setembre. El general de dia i cap accidental de la defensa en el moment de l'assalt fou el general Bellver. Antoni de Villarroel es reincorporà al seu lloc en iniciar-se l'assalt.

Tropes defensores:
Total: 6.295 homes, dels quals 4.500 de la Coronela.
Soldats malalts o ferits: 2.418
Soldats aptes pel servei: 3.877
Sanpere considera exagerat xifrar en més de 150 cavalls els aptes pel combat.
Els defensors situaren 1.150 homes a les zones més compromeses, reforçats per 850 efectius en posicions properes. En total 2.000 homes, els altres 1.800 cobrien la resta del perímetre de la ciutat i Montjuïc o en els dipòsits de tropes de reserva.

### Esquerra dels defensors
Baluard de Sant Pere: comandat pel coronel de fusellers Josep Ortiz i defensat per la companyia de Taverners
Baluard del Portal Nou: comandat pel coronel Gregori de Saavedra. El baluard era defensat per dues companyies de la Coronela: la dels Flassaders, Llibreters, Vidriers, Escultors i Dauradors i la de Ferrers i Calderes. El general Basset reforçà el baluard amb cinc canons i una bateria de morters. El baluard sobre el paper podia disposar de les unitats de reforç aquarterades a l'església de Sant Francesc, ara bé el dia de l'assalt tots els seus efectius havien estat distribuïts al llarg de la línia de foc. Les restes del Regiment de Nostra Senyora del Roser es desplegaren en suport del baluard.

### Centre dels defensors

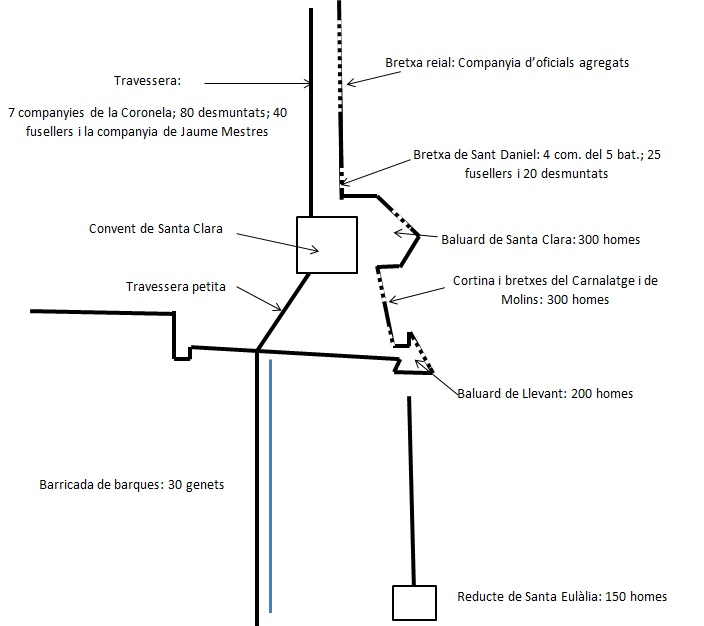
Desplegament inicial dels defensors en el sectors centre i dreta

Bretxa reial: massa amplia i exposada per poder-la fortificar, només fou defensada per la companyia d'oficials agregats a les ordres del coronel de la reserva Baltasar Martí.
Bretxa de Sant Daniel: defensada pel capità de la Coronela Antoni de Berardo i la seva companyia (Gerrers, Ollers, Matalassers i Perxers). Berardo també disposà de 25 fusellers i 20 desmuntats.
Travessera: formava la segona línia de defensa del sector, la comandà el coronel Pau de Thoar i la guarnien set companyies del cinquè batalló de la Coronela, 80 desmuntats del Regiment de cavalleria Sant Jordi, 40 fusellers, els supervivents de la companyia de voluntaris de Jaume Mestres, les restes del Regiment d'Infanteria de la Immaculada Concepció de la Verge Maria. i elements del Regiment d'Infanteria de Santa Eulàlia.

### Dreta dels defensors
Baluard de Santa Clara: comandat pel tinent coronel Antoni Díez d'Aux. Hi foren destinades 3 companyies de la Coronela, la de Freners, la de Corders de Cànem i la de Teixidors de Lli; 70 soldats reglats; i una esquadra del Batalló Volant. Es calcula que el total d'efectius rondava els 300 homes amb el suport de 6 canons.
Cortina de la muralla entre Llevant i Santa Clara: comandada pel coronel Dàvila i defensada per 300 homes distribuïts de la següent manera:
Bretxa del Carnalatge: Companyia de Blanquers, 20 fusellers, 30 soldats i una esquadra del Batalló Volant.
Bretxa dels Molins: Companyia de Velers, 50 fusellers, 30 soldats reglats, 25 desmuntats i una esquadra de Batalló Volant.
Baluard de Llevant: comandat pel tinent coronel Joan Antoni Mexicon. El defensaren quatre companyies de la Coronela: la d'Estudiants de Medicina, Filosofia i Teologia; la de Candelers de Cera i Pintors; la d'Argenters; i la de Fusters; en total uns 200 homes.
Reducte de Santa Eulàlia: comandat pel tinent coronel Esteve de Llerena. La guarnició la integraven 30 fusellers i les companyies de pagesos de Sant Martí i Sàrria, amb uns 100 efectius en total. El reducte disposava de quatre petits canons de campanya.
Barricada de barques: 30 soldats de cavalleria.

## Ordre de batalla borbònic
El pla de Berwick era envoltar els defensors i forçar-los a rendir-se. Per fer-ho, pretenia colpejar durament el centre de les defenses, obligant als austriacistes a concentrar la majoria d'homes en aquest sector, mentre les seves ales obrien els portals de la muralla a la cavalleria procedent del cordó de setge i de la columna Chateaufourt. Un cop la cavalleria hagués entrat a la plaça havia d'ocupar la Rambla i tancar el parany. D'aquesta manera el gruix dels defensors quedaria rodejat per la infanteria francesa, que ocuparia el front i muralla de mar; la cavalleria de les Dues Corones a la Rambla; i la infanteria espanyola a la muralla encarada a Collserola.
Comandant en cap: Duc de Berwick.

Tropes assaltants: 19.000 homes aproximadament.

### Dreta i centre borbònic
Comandant: Tinent General Dillon

Tropes: 12.900 homes aproximadament. Distribuïts en: 20 batallons, 20 companyies de granaders i 500 sapadors.
Ala dreta:
Efectius: 4.300 homes aproximadament majoritàriament espanyols. Distribuïts en 7 batallons i 200 sapadors. Els batallons de cadascun dels regiments següents: Castella, Múrcia, Savoia, Astúries, Guàrdies Valones i dos de Guàrdies Espanyoles. A aquests batallons els acompanyaven les seves respectives companyies de granaders, també reberen el suport de 200 sapadors,15 artillers i 10 minadors.
Objectiu i Comandants: 
Bretxa frontal del Baluard del Portal Nou (24 metres), Mariscal del Castillo i Brigadier Puerto.

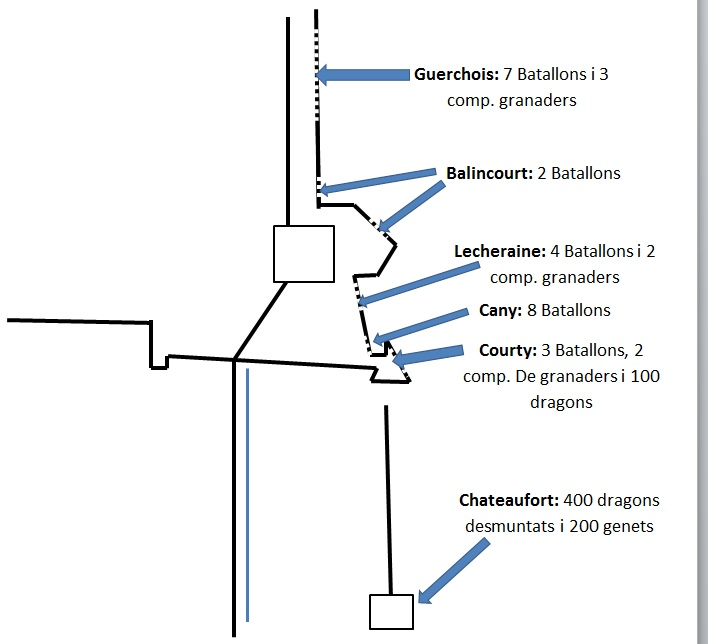
Objectius inicials de les forces borbòniques en els sectors centre i dreta dels defensors

Centre: liderat personalment per Dillon
Efectius: 8.600 francesos aprox.. Distribuïts en 13 batallons i 300 sapadors.
Comandants i objectiu: 
Bretxa reial (140 metres): Mariscal Guerchois i Brigadier Reves. Disposaven de 7 batallons (Dos de la Provença, Anjou i La Corona, i el 1r de Bassigny) i 3 companyies de granaders (Guercy, Sanzay i Blaisois).
Bretxes de Sant Daniel (40 metres) i del Baluard de Santa Clara (16 metres): Brigadier Balincourt, amb dos batallons d'Artois.
Bretxa del Carnalatge (24 metres), Mariscal Lecheraine i Brigadier Alba. Disposaven de 4 batallons (2 d'Alvèrnia, un de Normandia i un de la Reina) i dues companyies de granaders(ambdues de Beaunouis).

### Esquerra borbònica
Comandant: Tinent General Marquès de Silly.

Tropes: 6.500 homes aprox., majoritàriament francesos. Distribuïts en: 10 batallons, 10 companyies de granaders, 600 dragons i 300 sapadors
Objectiu i Comandants: 
Bretxa dels molins (26 metres), Coronel Cany, amb 8 batallons (3 de La Marina, 3 de Castelart i 2 de Ponthieu)
Baluard de Llevant (25 metres), Brigadier Courty, amb 3 batallons (2 de Medoc i 1 de Guercy), 2 companyies de granaders (Talerand i Gouderol) i 100 dragons.
Reducte de Santa Eulàlia, Coronel Chateaufort, amb 400 dragons a peu i 200 cavalls.

### Reserva

#### Primera reserva
Comandant: Duc de Berwick

Tropes: 9 batallons, 14 companyies de granaders, i 300 sapadors. En total uns 6.700 homes.

#### Segona reserva
Tropes: 8 batallons, amb uns 4.000 homes.

## L'Onze de setembre de 1714

### L'assalt borbònic

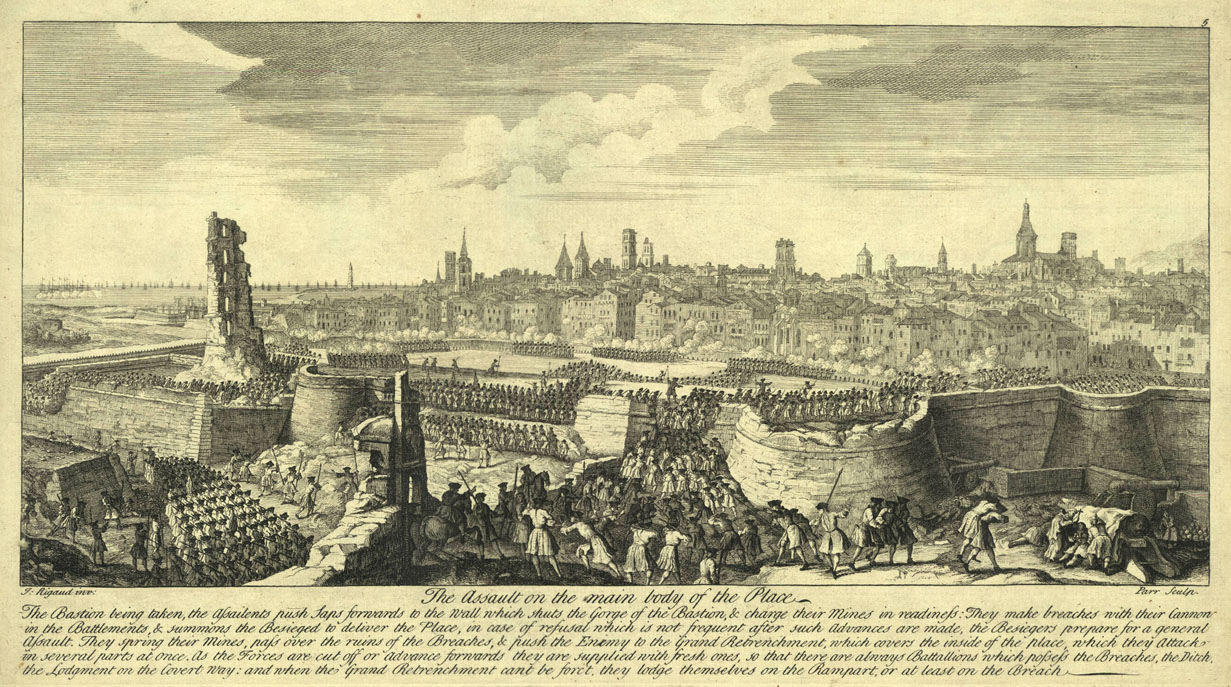
Representació de l'entrada massiva de les tropes francoespanyoles a la ciutat l'11 de setembre de 1714.

A les 4.30 del matí de l'11 de setembre de 1714 l'Exèrcit de les Dues Corones llançà l'assalt definitiu sobre Barcelona. El senyal per iniciar l'assalt foren tres descàrregues de totes les peces d'artilleria dels assetjants. Les tropes borbòniques avançaren simultàniament al llarg del front que s'estenia entre el Baluard del Portal Nou i el Reducte de Santa Eulàlia, en l'únic punt on no es llançaren a l'assalt fou a la bretxa reial, per por de les mines dels defensors. Simultàniament nombrosos contingents borbònics, sobretot de cavalleria, atacaren al llarg de tot el perímetre defensiu barceloní per dispersar les forces dels defensors.

#### Esquerra dels defensors
Les tropes espanyoles del Mariscal del Castillo no aconseguiren conquerir el Baluard del Portal Nou, tot i haver-lo assaltat quatre vegades. Els canons situats a la gola del baluard, la bateria de morters al terraplè i el foc del baluard de Sant Pere provocaren una autèntica carnisseria entre els assaltants. Berwick reforçà l'atac de del Castillo amb tot el cos de reserva, 11 batallons i 8 companyies de granaders, i ordenà a la segona reserva que es preparés. Uns 11.000 borbònics assaltaren el baluard, però tot i això no aconseguiren desallotjar els catalans de la primera barricada. Un cop comprovaren que les mines de la bretxa reial no estaven operatives els francesos entraren a la ciutat per aquest punt. El general Bellver aconseguí rebutjar les tropes que avançaven, provinents de la bretxa reial, pel carrer del Portal Nou i s'aixecaren barricades per defensar la zona de Sant Agustí. Les Dues Corones no aconseguiren ocupar el baluard fins que els francesos avançaren per la bretxa reial i atacaren els defensors per la rereguarda, els quals abandonaren el baluard. La unió de les tropes franceses, provinents de la bretxa reial, i de les espanyoles, provinents del baluard del Portal Nou, forçà als defensors a abandonar el baluard del Portal Nou. Bona part dels defensors del baluard del Portal Nou es feren forts en les barricades de la cortina de la muralla. Els assetjats defensaren les barricades del terraplè de la muralla contra 10.000 borbònics, perderen la primera i la segona barricada, però aconseguiren aturar l'avenç franco-espanyol a la tercera barricada amb l'ajuda de la companyia de Taverners. Bellver, també ordenà a 70 dels seus homes que ocupessin el convent de Sant Pere de les Puelles. El general envià una altra columna, menys nombrosa comandada pel sergent major Joan Sebastià Soro, a reforçar el baluard de Sant Pere, la qual no aconseguí arribar-hi abans que els borbònics l'ocupessin. La companyia de Taverners s'obrí pas a la baioneta i es reuní amb les restes de les forces que havien guarnit el baluard del Portal Nou. Les tropes de Soro s'uniren a les dels baluards en un intent d'aturar l'allau de soldats assaltants. Bellver envià una tercera força, unes dotzenes d'homes, a apostar-se a les cases del carrer de Sant Pere Més Alt i als terrats per fustigar l'avenç enemic pel terraplè. La companyia de Fadrins Sastres, de guarnició al Baluard de Jonqueres, s'uní a la lluita sobre la muralla. Soro i el fill del general Bellver feren girar dos canons situats a la cortina de Jonqueres i obriren foc, carregats de metralla; el foc dels franctiradors des del flanc i les andanades de metralla obligaren al borbònics a aturar-se i recular. Amb els reforços del coronel Sebastià de Dalmau i Oller i del tinent coronel Eudald Mas i Duran, els defensors contraatacaren, ocuparen el Baluard de Sant Pere i avançaren cap al baluard del Portal Nou, però no pogueren conservar els seus guanys i les Dues Corones tornaren a atacar el baluard de Jonqueres. Els tiradors del carrer Sant Pere Més Alt aconseguiren fer explotar el polvorí del baluard de Sant Pere, ocasió que els defensors aprofitaren per contraatacar i arribaren a Sant Pere, però també hagueren de retrocedir.. Els combats al convent de Sant Pere foren molt intensos i els defensors aconseguiren mantenir-s'hi gràcies als reforços del coronel Madrenas. Al convent de Sant Agustí el coronel Thoar resistia només en els extrems del convent, però aconseguí mantenir la línia en aquest sector.

#### Centre dels defensors
La caiguda de la bretxa del Carnalatge dificultà la defensa del Baluard de Santa Clara i els defensors hagueren de retrocedir. Les unitats franceses que atacaren la bretxa de Sant Daniel aprofitaren la pressió sobre el baluard per trencar les defenses i penetrar a la ciutat. Berwick decidí no atacar la bretxa reial i es limità a temptejar-la per por de les mines catalanes. Balincourt, provinent de la bretxa de Sant Daniel, ocupà l'extrem de la Travessera. Els homes del coronel Thoar, que s'havien de defensar del foc provinent del terraplè de la muralla i del seu flanc dret, es retiraren cap als caps de carrer del Born i el Convent de Sant Agustí. Les forces de Balincourt es desplegaren cap a la dreta i enllaçaren amb les unitats de tempteig enviades a la bretxa reial, arribats a aquest punt els borbònics s'adonaren que la pólvora de la mina de la bretxa reial havia estat afectada per les pluges del dia anterior i Berwick decidí enviar les seves tropes per la bretxa. Les tropes borbòniques seguiren pressionant a Thoar i es desplegaren cap al baluard del Portal Nou. Unitats de granaders avançaren pel carrer del Portal Nou amb l'objectiu d'ocupar ràpidament la Casa de la Ciutat. El general Bellver reaccionà i decidí contrarestar el moviments enemics a la zona del Portal Nou, dos perills amenaçaven els defensors, per una banda la penetració pel carrer del Portal Nou i per l'altra l'atac contra la rereguarda del baluard homònim. Bellver envià una columna de 150 homes al carrer del Portal Nou, la columna aconseguí expulsar els granaders, emparar-se de l'extrem de la Travessera i des d'aquest punt cobrir els homes del baluard que s'obriren pas a la baioneta. Un cop la columna assolí el seu objectiu es retirà ordenadament i combatent a l'enemic al llarg del carrer del Portal Nou. Durant aquest temps el general Bellver consolidà i fortificà les seves posicions al barri de Sant Pere i del Born, i quan les avantguardes borbòniques arribaren a les línies catalanes foren rebutjades.

#### Dreta dels defensors
Chateaufourt, amb els seus dragons desmuntats i la cavalleria, atacà el reducte de Santa Eulàlia. Després de resistir durant un quart d'hora, la guarnició es retirà ordenadament al Baluard de Llevant.. Chateaufourt atacà la barricada de barques, però fou rebutjat, i rebé l'ordre de deixar una guarnició al reducte i afegir-se a l'atac de la bretxa dels molins. Cilly decidí concentrar tots els esforços dels assaltants a la bretxa de molins, a més a més de Chateaufort s'afegiren les unitats de Lecheraine en suport de Cany. Els defensors cediren en el tercer assalt i es replegaren en ordre a l'hort darrere les muralles. Els borbònics entraren en massa a la ciutat, Chateaufort avançà pel terraplè de la muralla de mar, mentre d'altres forces atacaren el flanc de la bretxa del Carnalatge. A la bretxa del Carnalatge els batallons francesos patiren un gran nombre de baixes, en gran part a causa del foc de flanqueig del baluard de Santa Clara, foren rebutjats en quatre ocasions i hagueren de rebre reforços per continuar l'atac. Els defensors de la bretxa del Carnalatge es retiraren al convent de Santa Clara on es feren forts. Els baluards de Santa Clara i Llevant aguantaren les envestides borbòniques fins que cediren les bretxes de Molins i del Carnalatge El tinent coronel Wahrelst amb part del Regiment de Sant Narcís i del Regiment Muñoz i les restes de la companyia d'Estudiants de Lleis intentà evitar que els borbònics rodegessin els seus defensors, però no ho aconseguí i hi deixà la vida. Els defensors dels baluards es veieren copats i s'hagueren d'obrir pas carregant a la baioneta, la majoria dels defensors de Santa Clara es refugiaren al convent homònim, mentre que gran part dels defensors del baluard de Llevant moriren.
Els supervivents de les bretxes i el baluard es retiraren cap a l'edifici del Carnalatge, els defensors no pogueren mantenir-se a la travessera, des d'on hostilitzaren la columna de Chateaufort que avançà pel terraplè de la muralla. La columna de Chateaufort hagué d'abandonar la muralla al rebre, frontalment, foc d'artilleria des del Baluard del Migdia, i foc de fuselleria des de les cases i caps de carrers de la Ribera. Els borbònics es refugiaren a l'edifici de la Caserna on patiren moltes baixes a causa del foc de l'artilleria del Baluard del Migdia. El Marquès de Vilana reforçà el sector amb les reserves situades a les Drassanes i elements civils, donant suport a l'acció del Regiment de la Ribera d'Ebre. Les reserves a les ordres de Villana eren de només 60 homes i d'aquests en destinà 30 a reforçar la defensa del baluard del Migdia, poc després arribà el tinent coronel Ramon Bordes amb la Companyia de la Quietud. Villana assumí el comandament del sector i organitzà la defensa, en gran part viable gràcies als 300 supervivents dels baluards de Llevant i Santa Clara que arribaren a les seves línies.
A la banda de Santa Clara la companyia de Notaris Públics atacà el monestir i pràcticament fou exterminada. Durant la defensa del convent Villana envià unes dotzenes d'efectius a assegurar la defensa del Pla d'en Llull. L'atac dels Notaris permeté a Villaroel, que es reincorporà en sentir l'artilleria, concentrar tropes al Pla d'en Llull i demanar al Consell de Cent un contraatac amb la Bandera de Santa Eulàlia. Villarroel declarà davant dels notables Lanuza i Pinós que era el moment de vèncer o morir i que per ambdues possibilitats se'ls oferia per company.

### El contraatac català
Entorn de les set del matí els defensors havien contingut l'assalt borbònic, i tot i haver perdut el control de la muralla entre Sant Pere i Llevant encara ocupaven una posició forta. La moral dels combatents era tan alta que no només rebutjaren dos cops la crida a parlamentar dels assaltants, sinó que l'alt comandament dels defensors, conscient que a cada minut els assaltants consolidaven la seva posició, decidí contraatacar abans que fos massa tard. Redoblant esforços i debilitant les guarnicions de les posicions menys amenaçades Villaroel ordenà el contraatac general. Es portaren des de Montjuïc càrregues de pólvora i es distribuïren aliments i begudes entre els combatents, acabades de desembarcar del darrer comboi de Mallorca. La resolució a la defensa era tan alta que s'artillaren els portals de la Rambla en previsió a l'ocupació per part de l'enemic dels barris del Gòtic, el Born, Sant Pere i la Ribera.

#### Esquerra dels defensors
En aquest sector es produïren els combats més durs. Agrupats entorn de la Bandera de Santa Eulàlia, portada pel Conseller en Cap en persona amb l'assistència del Comte de Placencia i Josep de Pinós, soldats de la Coronela, nobles i civils es llençaren a l'atac pel terraplè de la muralla de des del Baluard de Jonqueres cap al de Sant Pere. Del sisè batalló de la Coronela, el de la Mare de Déu de la Mercè, participaren les companyies de Mercers i Tenders de Tela (3a companyia); Terrissaires (5a companyia); Taverners (6a companyia); Espardenyers (8a companyia); i Blanquers (4a companyia); aquestes unitats estaven de guàrdia als baluards de Sant Pere, Jonqueres, Tallers i del Rei. Esquadres del tercer Batalló, el de Santa Eulàlia, destinades als portals de l'Angel, Sant Antoni i Santa Madrona, també participaren en el contraatac. El contraatac dels defensors obligà als borbònics a refugiar-se dins del baluard de Sant Pere i hagueren d'enviar una gran quantitat de tropes de reforç per defensar el baluard de Jonqueres. Trenta genets del Regiment de la Fe flanquejaren l'avenç de Casanova pels horts al peu de la muralla. La bandera i la seva comitiva hagué de retrocedir fins al baluard de Sant Pere, el qual ocupà, i tornà a carregar contra el baluard del Portal Nou. El combat entorn del baluard fou ferotge i només la gran superioritat numèrica dels defensors n'impedí la captura. En aquest atac fou ferit el Conseller en Cap el qual hagué de ser evacuat.

#### Centre dels defensors
Al centre de la línia el coronel Thoar comptava amb uns 300 homes, després que el general Bellver destinés bona part de les seves forces a l'esquerra del dispositiu defensor, per realitzar la maniobra ordenada per Villaroel. El coronel Thoar contraatacà i aconseguí recuperar el convent de Sant Agustí. Els borbònics es retiraren a la Travessera on aconseguiren resistir i organitzar un contraatac que recuperà part del convent de Sant Agustí.

#### Dreta dels defensors

Representació de Villarroel que liderava l'altre contraatac de cavalleria pel passeig del Born i l'antic pla de Llull.

Els homes de Chateaufort eren la força borbònica més avançada en aquesta part de la ciutat, ocupaven la caserna i les cavalleries, però es trobaven aïllats de la resta d'atacants. La columna de Chateaufort delmada pel foc d'artilleria del baluard del Migdia, no pogué mantenir la posició i, pressionada pel marquès de Villana, hagué de retirar-se al baluard de Llevant.
Segons el pla del mariscal, l'avenç de Villana havia d'anar en paral·lel al de les forces de Villarroel situades al seu flanc esquerre. Villarroel reuní un destacament de cavalleria i carregà contra les tropes franceses al Pla d'en Llull. Els borbònics, ben parapetats, desbarataren la càrrega i feriren Villarroel en una cama, el qual fou retirat de la línia de foc, l'intent de recuperar la plaça i el convent de Santa Clara no reeixí. Donaren suport al contraatac de Villarroel desmuntats del Regiment de cavalleria Sant Jordi i membres del Regiment de cavalleria Dragons de Sant Miquel.

### El contraatac borbònic
A les 8:30 del matí els borbònics tornaren a prendre la iniciativa un cop els defensors havien esgotat bona part de les seves forces i recursos. Tot i que els assetjants encara podien aportar tropes de refresc començaren a mostrar símptomes d'esgotaments. La moral del camp borbònic també es veié afectada per la dura resistència i per la visió que tenien les tropes de refresc en el camí al front, en el qual es creuaren amb les columnes de ferits i les piles de cadàvers dels combats anteriors.

#### Esquerra dels defensors
En aquests sectors els combats foren més durs, especialment al voltant del convent de Sant Pere. Comandà les tropes catalanes el capità Magi Baixeres, del Regiment de la Ciutat de Barcelona, el qual morí durant els combats. Entre les forces que atacaren el convent s'hi trobaven elements del Regiment d'Infanteria de Santa Eulàlia.L'imponent edifici permetia assegurar la possessió de la muralla i era la clau de volta del nord del barri de la Ribera. Onze vegades l'edifici canvià de mans abans que els defensors el demolissin parcialment i s'hi fessin forts.

#### Centre dels defensors
A diferència dels flancs, el coronel Thoar aconseguí fer retrocedir els francesos fins a la bretxa reial.

#### Dreta dels defensors
Els francesos aconseguiren desallotjar els defensors de la Travessera petita i dels edificis de la Peixateria i del Carnalatge, però no pogueren superar la barricada del Pla de Palau.

## La crida a parlamentar
El front s'estabilitzà cap a les dues del migdia, fet que permeté iniciar l'anàlisi de la situació. Antoni de Villarroel proposà dues sortides alternatives: iniciar un doble atac per la recuperació dels baluards del Portal Nou i de Llevant o la capitulació. Finalment, la majoria dels membres del Govern, reunits al Baluard de Sant Antoni, decidiren iniciar les negociacions amb l'exèrcit borbònic per exigir capitulacions.
El comunicat emès pel Consell dels Tres Comuns, on no participaren ni el general en cap Antoni de Villarroel, ni el conseller en cap Rafael Casanova, que estaven ferits, deia així:
...donen testimoni als venidors que han executat les últimes exhortacions i esforços, protestant de tots los mals, ruïnes i desolacions que sobrevinguessen a nostra comuna i afligida pàtria, i extermini en tots en esclavitud al domini francès, se confia de tots, com vertaders fills de la Pàtria, amants de la llibertat, acudiran als llocs senyalats, a fi de derramar gloriosament sa sang i sa vida, per son Rei, per son honor, per la Pàtria i per la llibertat de tot Espanya.

## Conseqüències

### Dotze de setembre de 1714: exigència de capitulacions

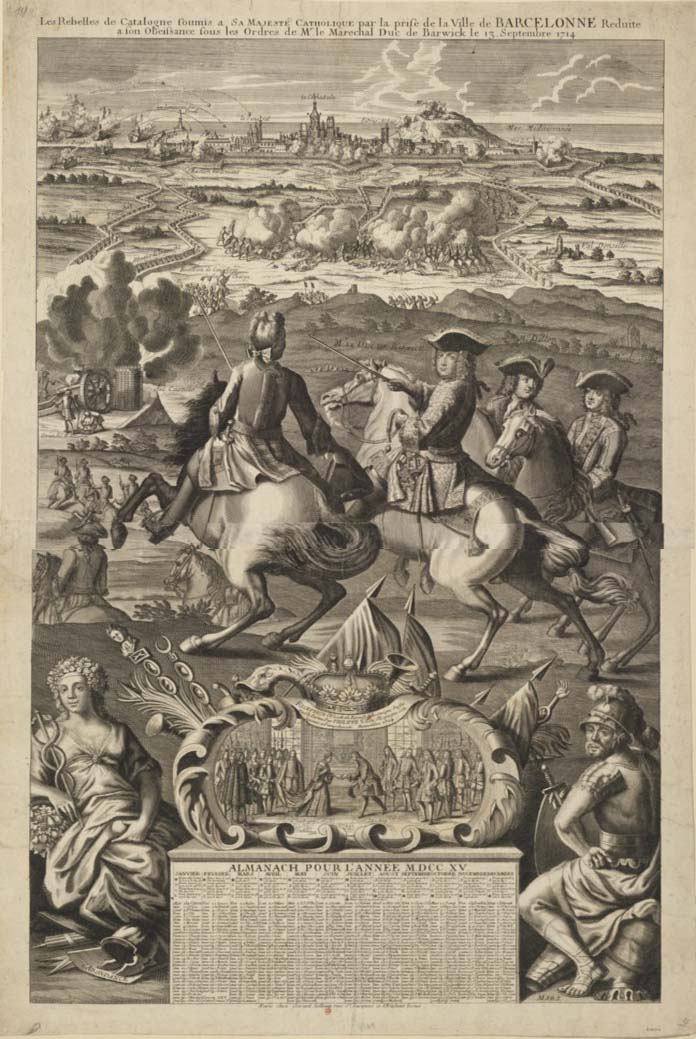
Almanac francès de 1715 que celebra la presa de Barcelona pel Mariscal Duc de Berwick el 13 de setembre del 1714.

Les converses amb l'exèrcit borbònic es prolongaren fins al dia 12, car Felip V no volia res més que la rendició incondicional. Tanmateix, finalment, a causa de l'exigència de les autoritats catalanes que es negaven a acceptar cap mena de rendició incondicional, Berwick avalà el següent document:
Encara que els de Barcelona hagin esperat massa per implorar la clemència del Rei, S.E. el Sr. Mariscal Duc de Berwick vol tenir tanmateix la bondat de no usar envers ells el darrer rigor de la guerra. I, com que vol conservar en lloc de destruir els súbdits de S.M.C., ha judicat a propòsit de concedir per gràcia la vida a tots els habitants, i a d'altres persones que es troben a Barcelona. Com també d'impedir que la ciutat sigui lliurada al pillatge, i que cadascú hi pugui viure a casa seva com abans, sense ser inquietat per raó del que ha fet ara contra el Rei. Quant a les tropes reglades que es troben a la plaça, es retran a discreció, de conformitat als costums de la guerra i, tal com s'esdevé en casos semblants, els serà concedida la vida. Tots es retiraran demà dia 13 al matí, a punta de dia, dins la Rambla, i tot seguit en passaran avís al marquès de Guerchy, el qual enviarà guàrdies a totes les portes de la Rambla per impedir que cap soldat de l'exèrcit hi pugui entrar. Posarà igualment guàrdies a les esglésies i als convents. Avui, a les sis de la tarda, lliuraran Montjuïc, i les tropes que hi entraran posaran guàrdies als llocs que seran demanats, per tal de conservar als habitants els efectes de propietat que podran tenir a Montjuïc, i de seguida retran la fortalesa. Hom posarà al Palau les armes de les tropes reglades, i de les altres tropes de la ciutat, per remetre-les a l'oficial que M. de Guerchy enviarà de part seva. Donaran un estat de tots els magatzems i de tots els cavalls de la cavalleria. Trametran una ordre al comandant de Cardona de lliurar el castell. (Traducció del francès)

### Tretze de setembre de 1714: entrada de les tropes borbòniques a Barcelona
Només d'aquesta manera, el 13 de setembre de 1714 i rebutjant frontalment una rendició incondicional, accediren les autoritats catalanes que les tropes borbòniques entressin a Barcelona. Tot i que la ciutat no fou saquejada, els acords de respectar la vida i la llibertat dels defensors de Barcelona no foren respectats.

### Balanç del setge
Es fa difícil fer un recompte de morts, sobretot de la banda borbònica a causa de les contradiccions dels documents de l'època. Els historiadors calculen que el total de baixes catalanes està al voltant de 6.850 persones i les borbòniques prop de les 15.000 entre el 25 de juliol de 1713 i l'11 de setembre de 1714. També se sap que durant el setge caigueren sobre Barcelona unes 30.068 bombes que destrossaren completament un terç de la ciutat i en malmeteren molt un altre terç.
Després de la capitulació les autoritats borbòniques, amb Juan Francisco de Bette com a nou governador, empresonaren a 25 oficials superiors de l'exèrcit que havien defensat Barcelona. El tinent mariscal Antoni de Villarroel fou empresonat durant onze anys i el general Basset passaria la resta de la seva vida a la presó. Ben aviat començaren les obres d'enderrocament de part de la ciutat per la construcció de la Ciutadella, situada a l'actual Parc de la Ciutadella i on es localitza el Parlament de Catalunya. La Ciutadella fou una fortificació destinada no pas a la protecció de la ciutat sinó a la vigilància i el control d'aquesta, fet inèdit a tot Europa.
Mallorca i les Pitiüses caigueren un any més tard (l'11 de juliol 1715). Tots aquests territoris foren annexionats a Castella, de manera que per ells havia esdevingut una Guerra d'Ocupació. Només Menorca, sota l'ocupació no assimiladora dels anglesos, conservarà durant un segle una certa llibertat nacional tutelada i la legalitat històrica.
El juny del 1707 es publicaren els Decrets de Nova Planta referents al País Valencià i Aragó i el 1716 es publicaren els de Catalunya i Mallorca, que posaren fi jurídicament a la independència política de la Corona d'Aragó, prohibint l'ús del català i establint un sistema institucional uniforme a tots els dominis hispànics. Amb la victòria borbònica, el 1714 es va imposar una censura fèrria i la premsa, sense llibertat, pràcticament va deixar d'existir. Per editar un diari calia un privilegi, com el que va obtenir el Diario de Barcelona el 1792.
L'Onze de setembre, s'ha convertit en la Diada Nacional de Catalunya, en la que es commemora la caiguda de Barcelona l'any 1714. Amb això, també es recorda la consegüent abolició de les institucions i llibertats civils catalanes.